# Сабијата (Кремона)
Сабијата је насеље у Италији у округу Кремона, региону Ломбардија.
Према процени из 2011. у насељу је живело 54 становника. Насеље се налази на надморској висини од 52 м.